# William Daniel Phillips

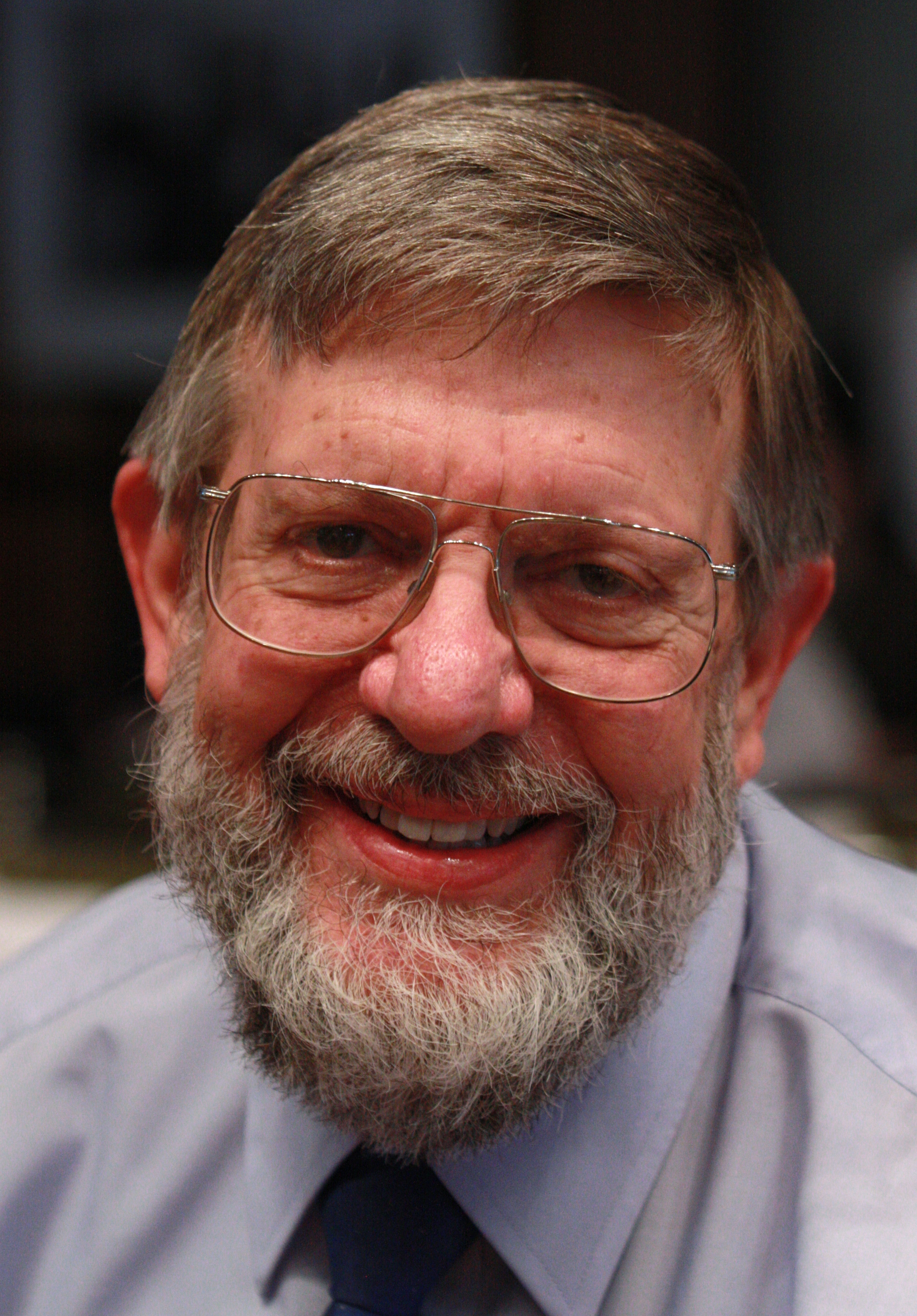
William D. Phillips 2012

William Daniel Phillips (* 5. November 1948 in Wilkes-Barre, Pennsylvania) ist ein US-amerikanischer Physiker. Für das Kühlen und Einfangen von Atomen mit Laserlicht (Laserkühlung) erhielt er zusammen mit Steven Chu und Claude Cohen-Tannoudji 1997 den Nobelpreis für Physik.

## Leben und Werk
Phillips hat väterlicherseits walisische und mütterlicherseits italienische Ursprünge. Er ging in Camp Hill bei Harrisburg zur Schule und studierte ab 1966 mit einem Staatsstipendium von Pennsylvania am Juniata College in Huntingdon (Bachelor-Abschluss in Physik 1970 summa cum laude) und am Massachusetts Institute of Technology (MIT) in Cambridge, wo er 1976  bei Daniel Kleppner promovierte. Thema der zweiteiligen Dissertation waren das magnetische Moment des Protons im Wassermolekül und inelastische Streuung angeregten Natriums. Als Post-Doktorand war er 1976 bis 1978 Chaim Weizmann Fellow am MIT. Ab 1978 war er am National Institute of Standards and Technology (NIST) in Gaithersburg in Maryland. Dort entwickelte er die Laserkühlungsmethoden, für die er den Nobelpreis bekam. 1996 wurde er Fellow des NIST. Seit 1992 ist er Distinguished Professor für Physik an der University of Maryland in College Park.
Er ist einer der Pioniere der Laserkühlung mit Steven Chu und Claude Tannoudji. Speziell entwickelte er die Methode des Zeeman-Slower unter Ausnutzung des Zeeman-Effekts (1982 mit Harold Metcalf) von neutralen Atomen in Atomstrahlen, heute zum Beispiel im Vorfeld magneto-optischer Fallen genutzt, in der die Atome dann eingefangen werden. Anwendung findet diese Methode bei der Entwicklung präziser Atomuhren, die unter anderem bei exakten Positionsbestimmungen und in der Weltraumnavigation eingesetzt werden.
Er ist Fellow der National Academy of Sciences (1997), der American Academy of Arts and Sciences (1995), der Optical Society of America und der American Physical Society. 1996 erhielt er die Michelson-Medaille des Franklin Institute und 1983 die Silbermedaille und 1993 die Goldmedaille des US-Handelsministeriums. 1970 war er Woodrow Wilson Fellow. 1987 erhielt er den Samuel Wesley Stratton Award des NIST und 1998 den Arthur-L.-Schawlow-Preis für Laserphysik.
Er ist seit 1970 mit Jane van Wynen verheiratet und hat zwei Töchter. Als Methodist ist er auch im Dialog von Religion und Wissenschaft engagiert. Er ist Mitglied der Päpstlichen Akademie der Wissenschaften und Mitbegründer der International Society for Science and Religion.